# SC Audace Turín
Sport Club Audace Torino (česky: SC Audace Turín) byl italský sportovní klub, sídlící ve městě Turín. Fotbalovou sekci založili v roce 1899 a byli aktivní do roku 1905. Odehráli dva roky v nejvyšší lize (Italské fotbalové mistrovství).